# Мамедов, Айдын Исрафил оглы (государственный деятель)
Айдын Исрафил оглы Мамедов (азерб. Aydın İsrafil oğlu Məmmədov; 22 марта 1939, Астара — 12 декабря 2001) —  министр внутренних дел Азербайджанской ССР (1987—1990).

## Биография
Родился в 1939 году в городе Астара. В 1956 году окончил Бакинское мореходное училище. В 1970 году окончил Одесское высшее инженерное морское училище. В 1983 году окончил Бакинскую высшую партийную школу.
С 1956 года — матрос Каспийского морского пароходства. С 1960 года — инструктор комитета комсомола района имени 26 Бакинских комиссаров г. Баку. Секретарь комитета комсомола Бакинского мореходного училища (с 1960 года), секретарь комитета комсомола Каспийского морского пароходства (с 1960 года). С 1965 года — заместитель начальника Бакинского мореходного училища по политчасти.
С 1969 года — заместитель секретаря парткома Каспийского морского пароходства. Председатель профсоюзного комитета работников бассейна и речного флота Каспия (с 1971 года), секретарь парткома Каспийского морского пароходства (с 1978 года).
В 1980 году стал заведующим Отделом транспорта и путей сообщения ЦК Компартии Азербайджана.
Министр внутренних дел Азербайджанской ССР (8 апреля 1987 — 17 апреля 1990). 
Депутат Верховного Совета Азербайджанской ССР 10, 11 созывов.
С 1990 года работал начальником Бакинского морского порта.
С 1992 года — генеральный директор Бакинского международного морского порта.

## Награды
- Орден Трудового Красного Знамени
- Орден «Знак Почёта»
- Медали